# Porta de Cleópatra

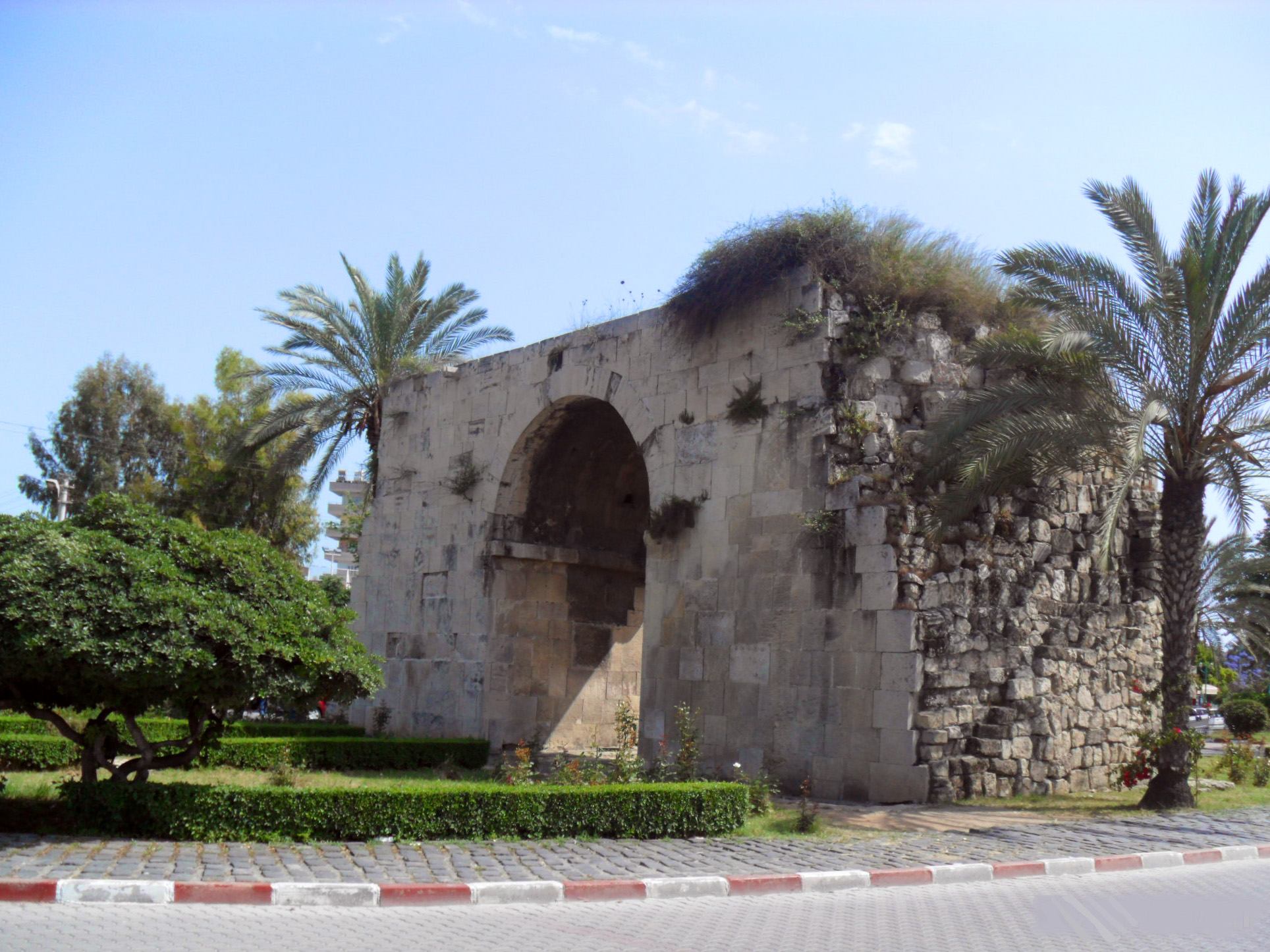
Porta de Cleópatra

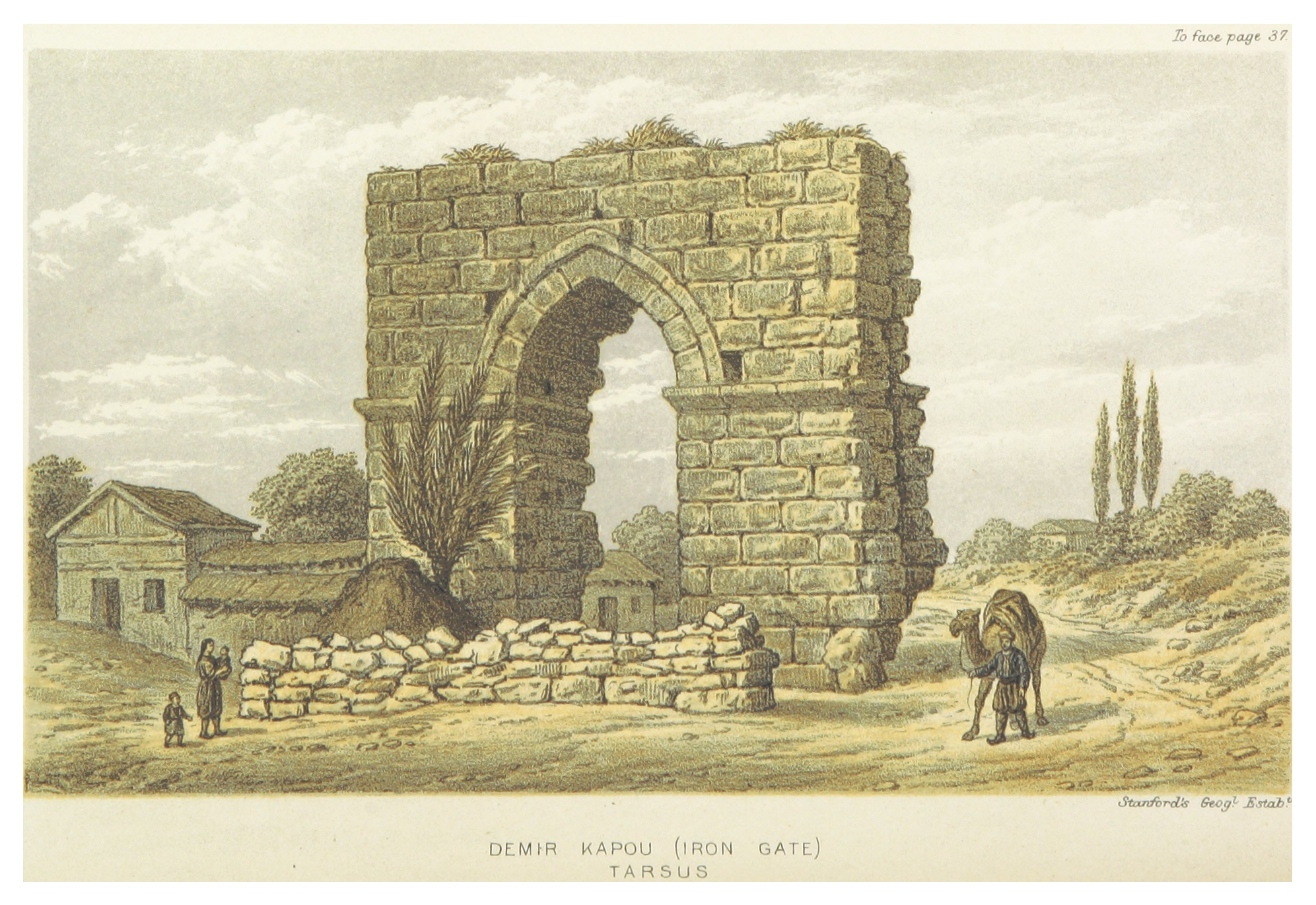
Demir Kapı (Porta de Ferro), a segunda porta importante das muralhas de Tarso

A Porta de Cleópatra (em turco: Kleopatra kapısı) ou Porta do Porto (Deniz Kapısı) é uma porta da cidade de Tarso, na província de Mersin, Turquia, nomeada em homenagem à faraó ptolemaica egípcia Cleópatra VII.

## História de Tarso e suas muralhas
Tarso, localizada na região conhecida como Cilícia Pedias na Antiguidade (atual centro-sul da Turquia), foi uma cidade importante durante as eras antiga e medieval. Foi a capital da província romana da Cilícia. Em 41 a.C., Marco Antônio durante sua guerra contra Otaviano, aliou-se a Cleópatra em Tarso.
Tarso foi cercada por um par de muralhas concêntricas de defesa. O viajante otomano do século XVII Evliya Çelebi chamou ao monumento Porta do Porto e relatou que além desta, virada para o Mediterrâneo, a sul, a cidade tinha mais duas portas: a da montanha, virada para os montes Tauro, a norte, e a porta de Adana, virada para a cidade vizinha de Adana, a leste. Em 1835, as muralhas foram demolidas por Ibraim Paxá do Egito, após a Guerra Egípcio-Otomana de 1831–1833. Apenas a porta do porto sobreviveu até o presente, embora por conta dos depósitos aluviais dos rios Berdan e Seyhan, o litoral está atualmente 15 km ao sul dessa porta.
Cleópatra entrou em Tarso pela porta do porto. A história da porta depois de Cleópatra não está documentada, mas analisando as pedras de construção e o cimento, comumente se acredita que a porta original foi reconstruída durante a Idade Média, pelo Império Bizantino ou pelos Abássidas. O nome popular da porta era Kancık kapı ("Porta Linda") durante o período otomano tardio. No entanto, a partir do início do século XX, o nome Kleopatra kapısı ("Porta de Cleópatra") substituiu o nome anterior.
A altura externa da porta é de 8,53 m e a altura interna é de 6,17 m. O comprimento da passagem é de 6,48 m. A argamassa usada na porta original foi a argamassa khorosan. A porta foi usada na rua até finais do século XX, quando passou por uma restauração, o que resultou na perda parcial de sua aparência original.
A porta ainda é considerada um dos pontos mais importantes da cidade.[carece de fontes?]